# Pađine
Pađine (cyr. Пађине) – wieś w Bośni i Hercegowinie, w Republice Serbskiej, w mieście Zvornik. W 2013 roku liczyła 519 mieszkańców.